# Linha 4 do Metrô da Cidade do México
A Linha 4: Martín Carrera ↔ Santa Anita é uma das linhas em operação do Metrô da Cidade do México, inaugurada no dia 29 de agosto de 1981. Estende-se por cerca de 10,747 km, dos quais 9,363 km são usados para serviço e o restante para manobras. A cor distintiva da linha é o ciano.
Possui um total de 10 estações em operação, das quais 2 são superficiais e 8 são elevadas. As estações Candelaria, Consulado, Jamaica, Martín Carrera, Morelos e Santa Anita possibilitam integração com outras linhas do Metrô da Cidade do México.
A linha, operada pelo Sistema de Transporte Colectivo, possui o menor tráfego do sistema, tendo registrado um movimento de 30.516.924 passageiros em 2016. Atende as seguintes demarcações territoriais da Cidade do México: Gustavo A. Madero, Iztacalco e Venustiano Carranza.

## Trechos
A Linha 4, ao longo dos anos, foi sendo ampliada a medida que novos trechos eram entregues. A tabela abaixo lista cada trecho construído, junto com sua data de inauguração, sua extensão, o número de estações inauguradas, a extensão acumulada da linha e o número de estações acumulado:
| Trecho                      | Inauguração          | Extensão entregue | N.º de estações entregue | Extensão acumulada | N.º de estações acumulado |
| --------------------------- | -------------------- | ----------------- | ------------------------ | ------------------ | ------------------------- |
| Martín Carrera ↔ Candelaria | 29 de agosto de 1981 | 7,499 km          | 7                        | 7,499 km           | 7                         |
| Candelaria ↔ Santa Anita    | 26 de maio de 1982   | 3,248 km          | 3                        | 10,747 km          | 10                        |

## Estações
| Nome            | Inauguração          | Demarcação territorial                  | Integração | Posição    | Latitude      | Longitude     |
| --------------- | -------------------- | --------------------------------------- | ---------- | ---------- | ------------- | ------------- |
| Martín Carrera  | 29 de agosto de 1981 | Gustavo A. Madero                       |            | Superfície | 19° 29' 06" N | 99° 06' 16" O |
| Talismán        | 29 de agosto de 1981 | Gustavo A. Madero                       | -          | Elevada    | 19° 28' 27" N | 99° 06' 29" O |
| Bondojito       | 29 de agosto de 1981 | Gustavo A. Madero                       | -          | Elevada    | 19° 27' 53" N | 99° 06' 43" O |
| Consulado       | 29 de agosto de 1981 | Gustavo A. Madero / Venustiano Carranza |            | Elevada    | 19° 27' 28" N | 99° 06' 50" O |
| Canal del Norte | 29 de agosto de 1981 | Venustiano Carranza                     | -          | Elevada    | 19° 26' 57" N | 99° 06' 59" O |
| Morelos         | 29 de agosto de 1981 | Venustiano Carranza                     |            | Elevada    | 19° 26' 20" N | 99° 07' 06" O |
| Candelaria      | 29 de agosto de 1981 | Venustiano Carranza                     |            | Superfície | 19° 25' 24" N | 99° 07' 10" O |
| Fray Servando   | 26 de maio de 1982   | Venustiano Carranza                     | -          | Elevada    | 19° 25' 18" N | 99° 07' 14" O |
| Jamaica         | 26 de maio de 1982   | Venustiano Carranza                     |            | Elevada    | 19° 24' 32" N | 99° 07' 20" O |
| Santa Anita     | 26 de maio de 1982   | Iztacalco                               |            | Elevada    | 19° 24' 10" N | 99° 07' 18" O |